# التقديسية
التقديسيّة من الفعل «تقديس» هو التقاء الكنيسة والدولة حيث يُطلب من أحدهما تغيير الآخر. كما يشير إلى منظور يرى الكنيسة والدولة مرتبطين ببعضهما البعض بدلاً من كيانات منفصلة بحيث يُعتبر الأشخاص داخل منطقة جغرافية وسياسية أعضاء في المؤسسة الكنسية المهيمنة.

## إصطلاحاً
هو مصطلح اللاتيني، غالبًا ما يستخدم لوصف مبدأ المقدسات، تحت شعار أو «من لديه منطقة، يقرر الدين». كانت الفكرة أن حاكم كل منطقة على حدة سيقرر ديانة من هم تحت سيطرته على أساس عقيدته. يشير مفهوم مفاهيمي آخر إلى المقدسات على أنها وجهة نظر مفادها أن كل العلاقات الأساسية التي يشغلها المرء يجب أن يُنظر إليها من منظور الجانب المقدس.
وصف نقدي يستشهد بالعقوبة على أنها استخدام لمفهوم «إرادة الله» لإضفاء الشرعية على الاضطهاد والعنف. هناك مصادر تعتبره شكلاً من أشكال الأصولية.

## أمثلة
التقديس المسيحي، وفقًا «لفردوين»، المنتج الهجين الذي نتج عن التغيير الهائل المعروف باسم التحول القسطنطيني الذي بدأ في أوائل القرن الرابع الميلادي، عندما تم منح المسيحية التسامح الرسمي في الإمبراطورية الرومانية من قبل الإمبراطور قسطنطين، واكتمل بإعلان الإمبراطور ثيودوسيوس في 392 تحريم الوثنية وجعل المسيحية الدين الرسمي للإمبراطورية. تم وصف ما يسمى بالصيغة القسطنطينية على أنها نظام يتطلب حق الحكم المعبّر عنه في الدولة يتحد مع حق القاعدة الذي يتم التعبير عنه في الكنيسة. وقد أدى ذلك إلى ما يسمى بعمر الديانة المسيحية عندما تم إجبار المواطنين الرومان الذين لم يؤمنوا بالضرورة على الإيمان خوفًا من التمييز الاجتماعي والاضطهاد الصريح. يقترح أن المسيحية لا تزال لها جذور وثنية وأن اللاهوتيين اعتنقوها فقط باستخدام مبادئ من العهد القديم والعهد الجديد. على سبيل المثال، أثبت اللاهوتيون أن المسيح أذن باستخدام سيفين: سيف رجال الدين، وهو سيف الروح. وسيف جنود الدولة أو سيف من حديد. استمرت التقديسيّة المسيحية حتى الإصلاح عندما ابتعد المسيحيون تدريجياً عنها.
إن التقديس أمر شائع في البلدان الإسلامية. ويميل هؤلاء إلى الجمع بين الدين والسياسة والقانون، ونتيجة لذلك ينظر إليها المسلمون على أنها وحدة متماسكة وإيجابية لجميع جوانب الحياة.
كما تم تطبيق التقديسيّة في مجال العلاقات الدولية. هناك حداثيون، على سبيل المثال، ممن يتعاملون مع الشؤون العالمية من مجموعة من اللغات التحليلية التي نشأت في المسيحية الأوروبية. كما يجادل المفكرون الذين يؤيدون وجهة النظر المقدسة بأن العقل كله قادر على معرفة ووضع الحداثة في سياق إيمانهم. الفكرة هي أن جوانب الحداثة نشأت في بيئة مقدسة معينة.